# Recettore dell'angiotensina
Il recettore dell'angiotensina è una classe di recettori accoppiato a proteine G che possiede l'angiotensina II come ligando. Sono responsabili del sistema di trasduzione del segnale della vasocostrizione mediato dal sistema renina-angiotensina-aldosterone.
Sono stati identificati quattro diverse classi di recettori dell'angiotensina. Il tipo 1 e il tipo 2 sono i più studiati, mentre il tipo 3 e il tipo 4 sono stati identificati più recentemente e non sono ancora ben caratterizzati.